# 都リゾート 志摩 ベイサイドテラス
都リゾート 志摩 ベイサイドテラス（みやこリゾート しま ベイサイドテラス）は、三重県志摩市阿児町鵜方にある近鉄グループの都ホテルズ&リゾーツに加盟するホテルのひとつ。株式会社近鉄・都ホテルズが運営。

## 概要
株式会社近鉄・都ホテルズが運営するリゾートホテル。志摩スペイン村など近鉄グループの伊勢志摩開発に連動して建設されたものである。英虞湾を一望できる場所にある。開業当初は「プライムリゾート賢島」という名称であったが、実際には賢島島内ではなく対岸側の鵜方に建設されている。
建物は白壁とオレンジ瓦の外観を持ったスペイン風とし、客室は全般的に広めに作られており、メゾネット形式のヴィラをはじめ、ツイン中心の客室構成となっている。また、愛犬と利用できる客室もある。会員制であるが、ビジター利用も可能である。
なお、2019年4月のブランド再編で、名称を「プライムリゾート賢島」から「都リゾート 志摩 ベイサイドテラス」に変更した。2021年3月25日に近鉄グループホールディングスが発表したブラックストーン・グループへの売却対象ホテル8つのうちの1つに含まれ、10月にブラックストーンが過半を出資する会社が所有者となる見通しである。運営は近鉄グループが継続し、施設名・従業員の雇用は維持される予定である。

## 周辺
- 近鉄賢島カンツリークラブ
- 志摩観光ホテル
- 賢島宝生苑

## アクセス
- 近鉄志摩線賢島駅から無料送迎バス7分。志摩観光ホテル経由で運行する。